# Anacanthaspis bifasciata
Anacanthaspis bifasciata är en tvåvingeart som beskrevs av Roder 1889. Anacanthaspis bifasciata ingår i släktet Anacanthaspis och familjen vedflugor. Inga underarter finns listade i Catalogue of Life.